# Acalolepta subaequalis
Acalolepta subaequalis là một loài bọ cánh cứng trong họ Cerambycidae.